# Kanton vasútállomás
Kanton vasútállomás a kínai Kanton város egyik vasútállomása.
Megközelíthető a Kantoni metró 2-es és 5-ös metróvonalán.

## Története
Az állomás 1974-ben nyílt meg. A kantoni 2-es metró 2002 december 29-én, az 5-ös metró pedig 2009 december 28-án érte el az állomást.

## Vasútvonalak
Az állomást az alábbi vasútvonalak érintik:
- Kanton–Sencsen-vasútvonal
- Peking-Kanton-vasútvonal
- Kanton-Maoming-vasútvonal
- Kanton--Zhaoqing Intercity vasútvonal

## Kapcsolódó állomások
A vasútállomáshoz az alábbi állomások vannak a legközelebb:
- Tangxi Railway Station (Fengtaj állomás, Peking Nyugati pályaudvar, Peking-Kanton-vasútvonal)
- Kanton Keleti pályaudvar (Shenzhen Railway Station, Kanton–Sencsen-vasútvonal)
- Guangzhouxi Railway Station (Maoming West Railway Station, Kanton-Maoming-vasútvonal)
- Guangzhouxi Railway Station (Zhaoqing railway station, Kanton--Zhaoqing Intercity vasútvonal)
- Guangzhoubaiyun Railway Station (Fengtaj állomás, Peking Nyugati pályaudvar, Peking–Kanton nagysebességű vasútvonal)

## Képgaléria

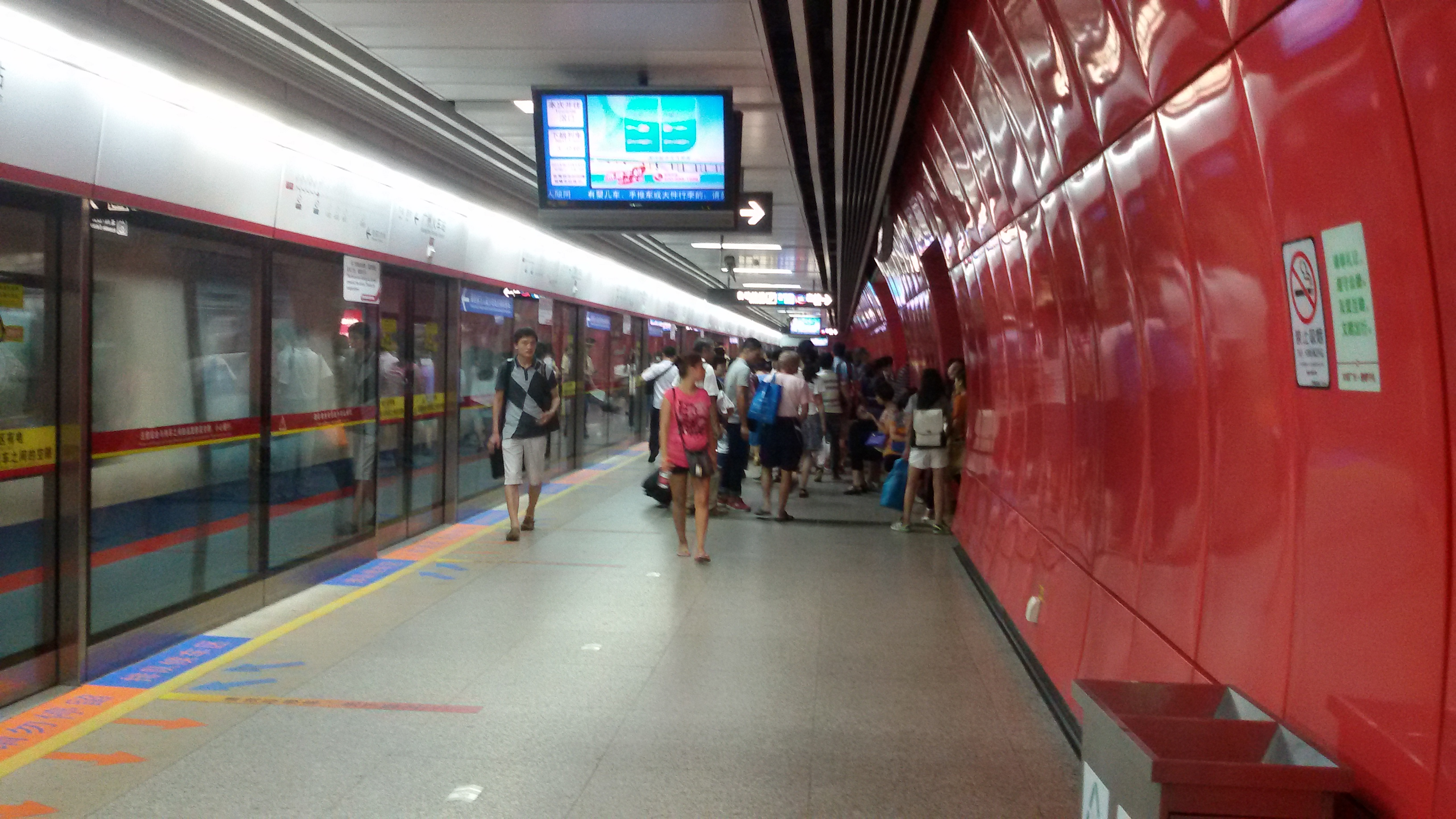
A Kantoni metró peronja az állomás alatt
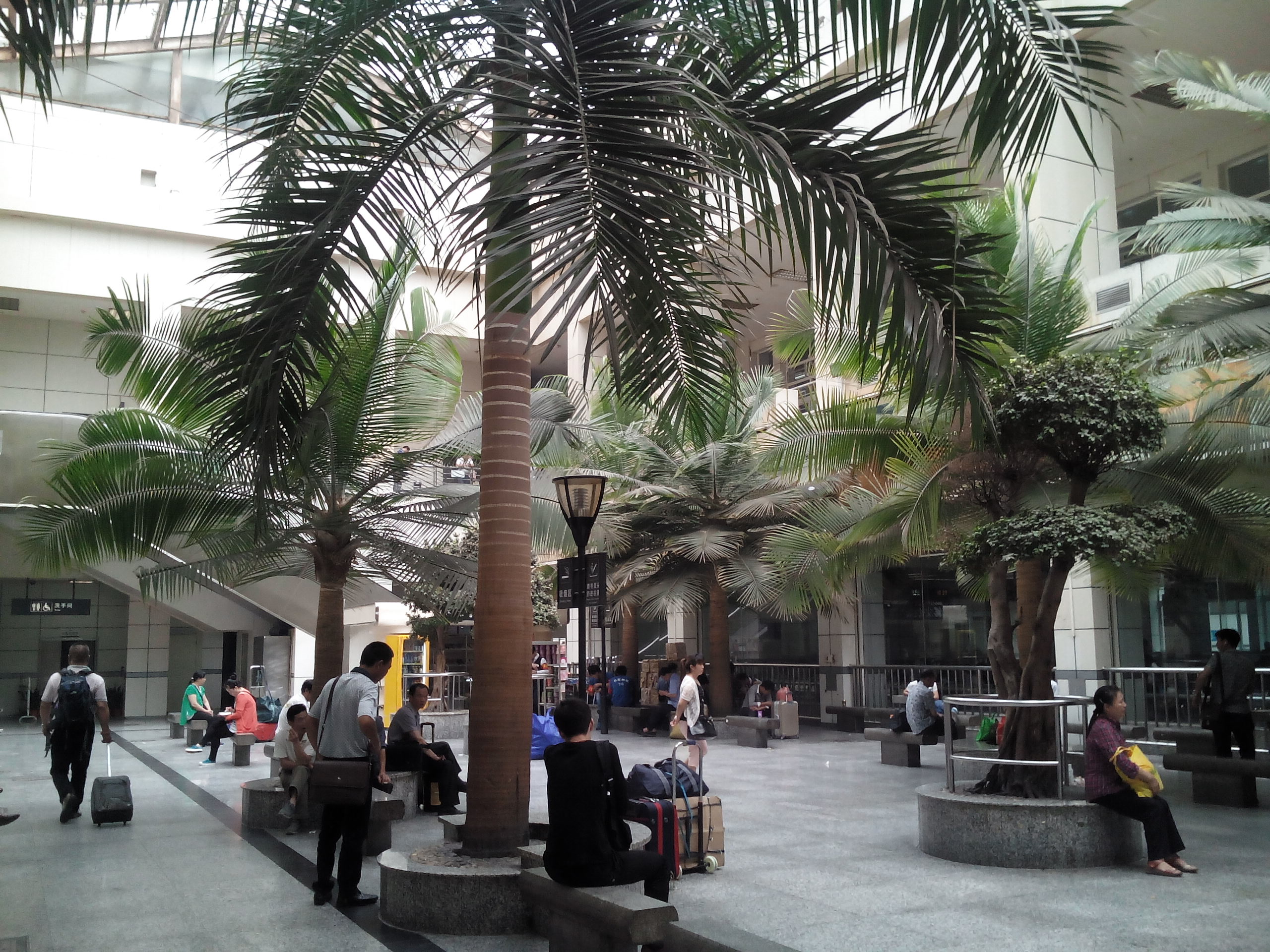
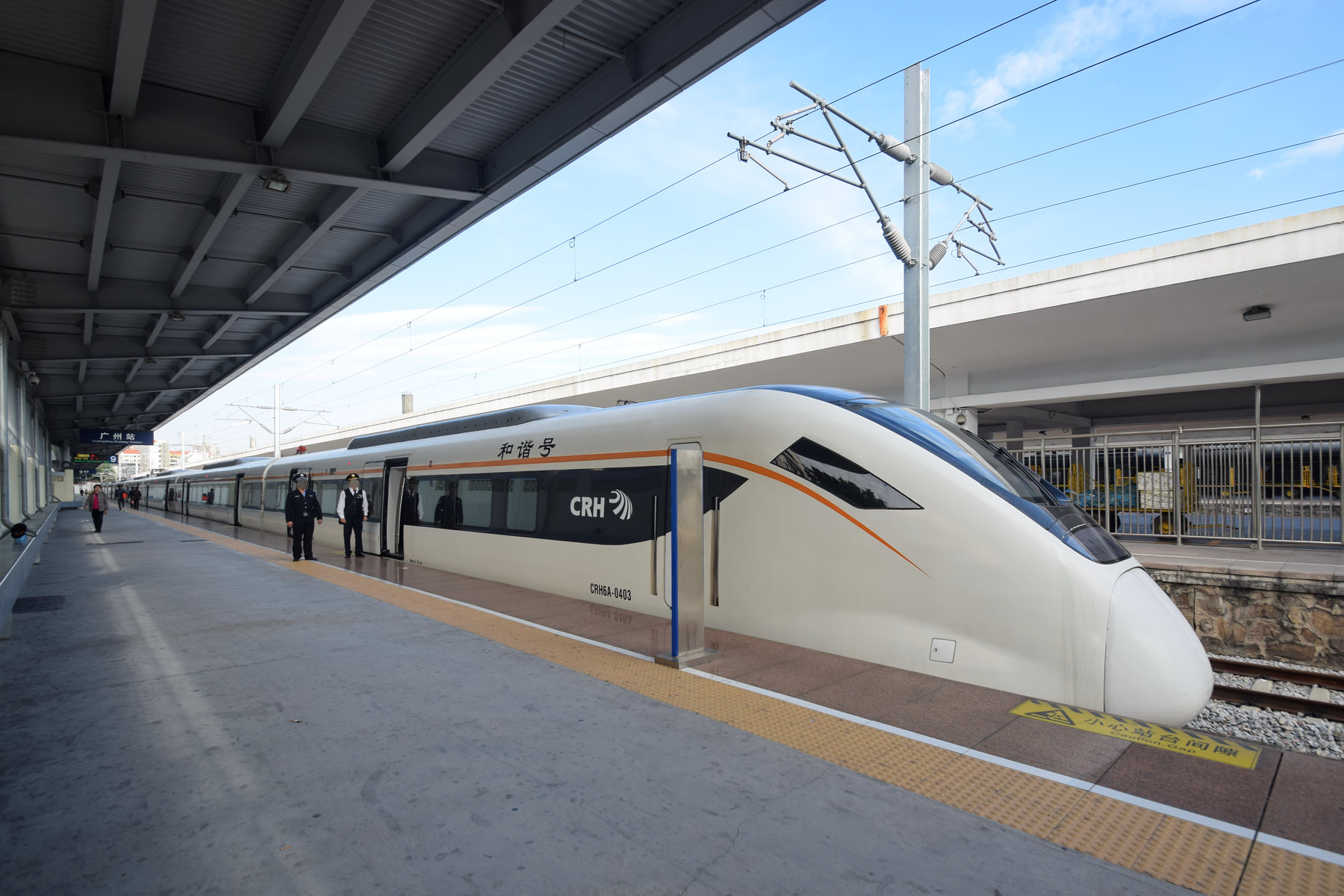
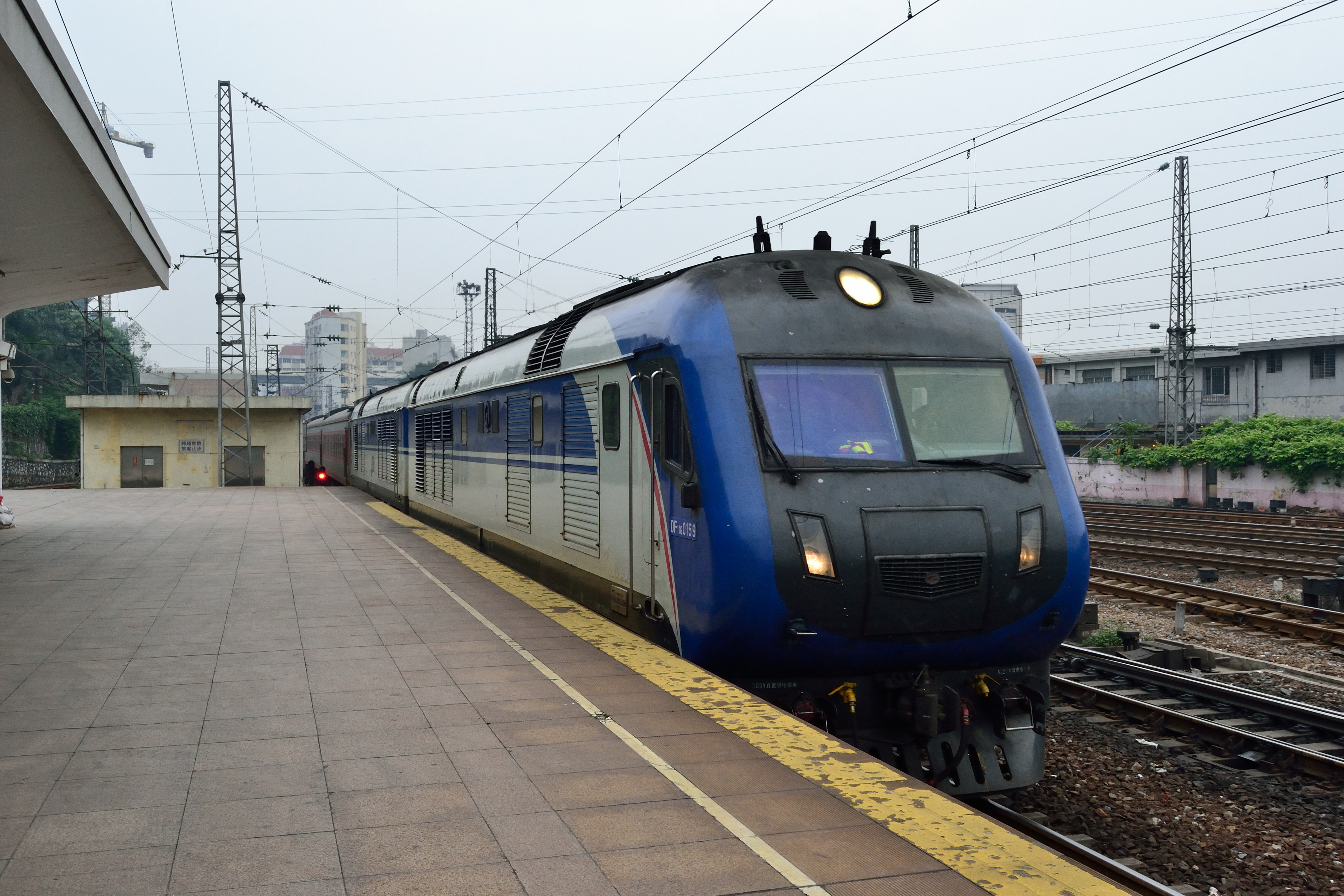
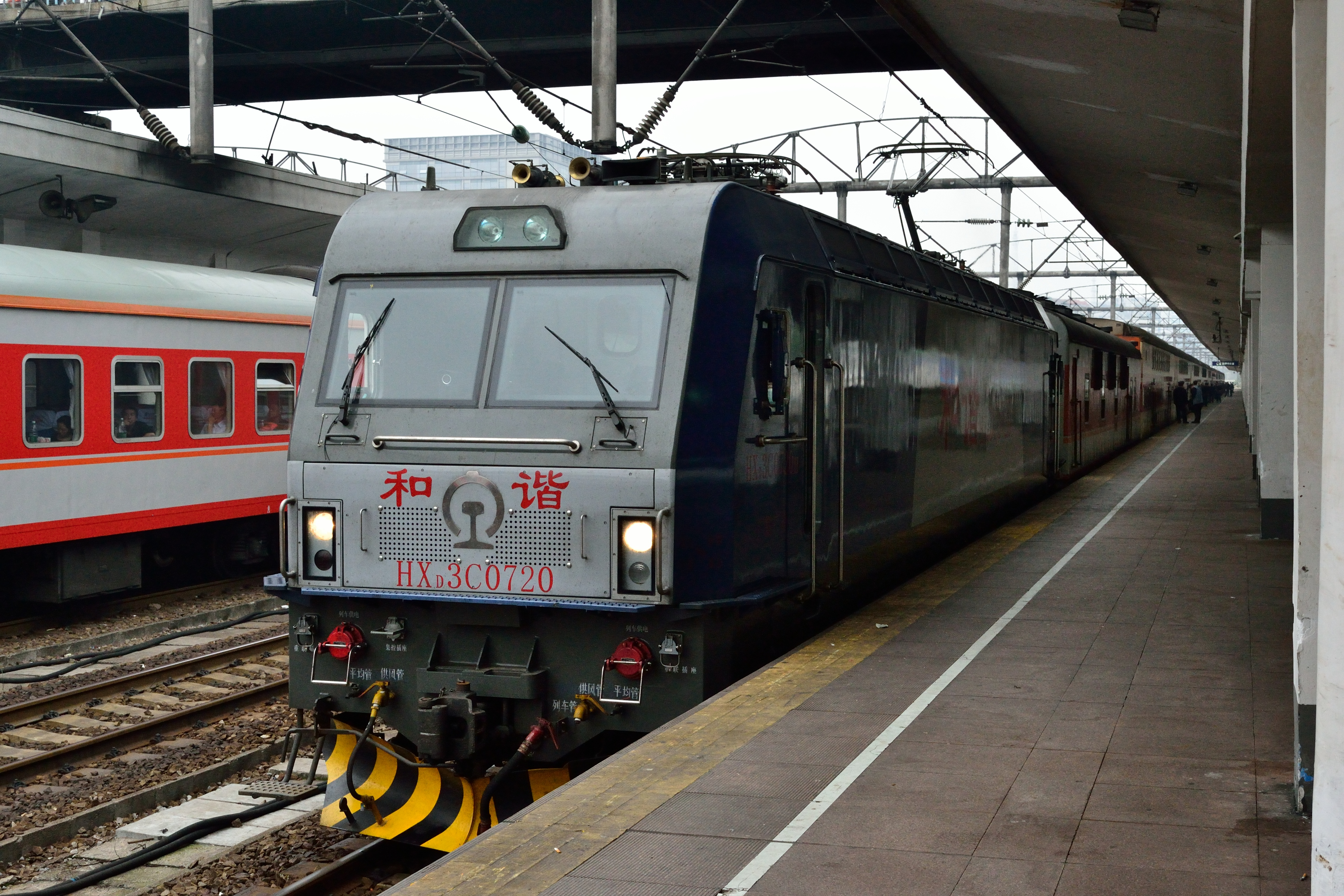
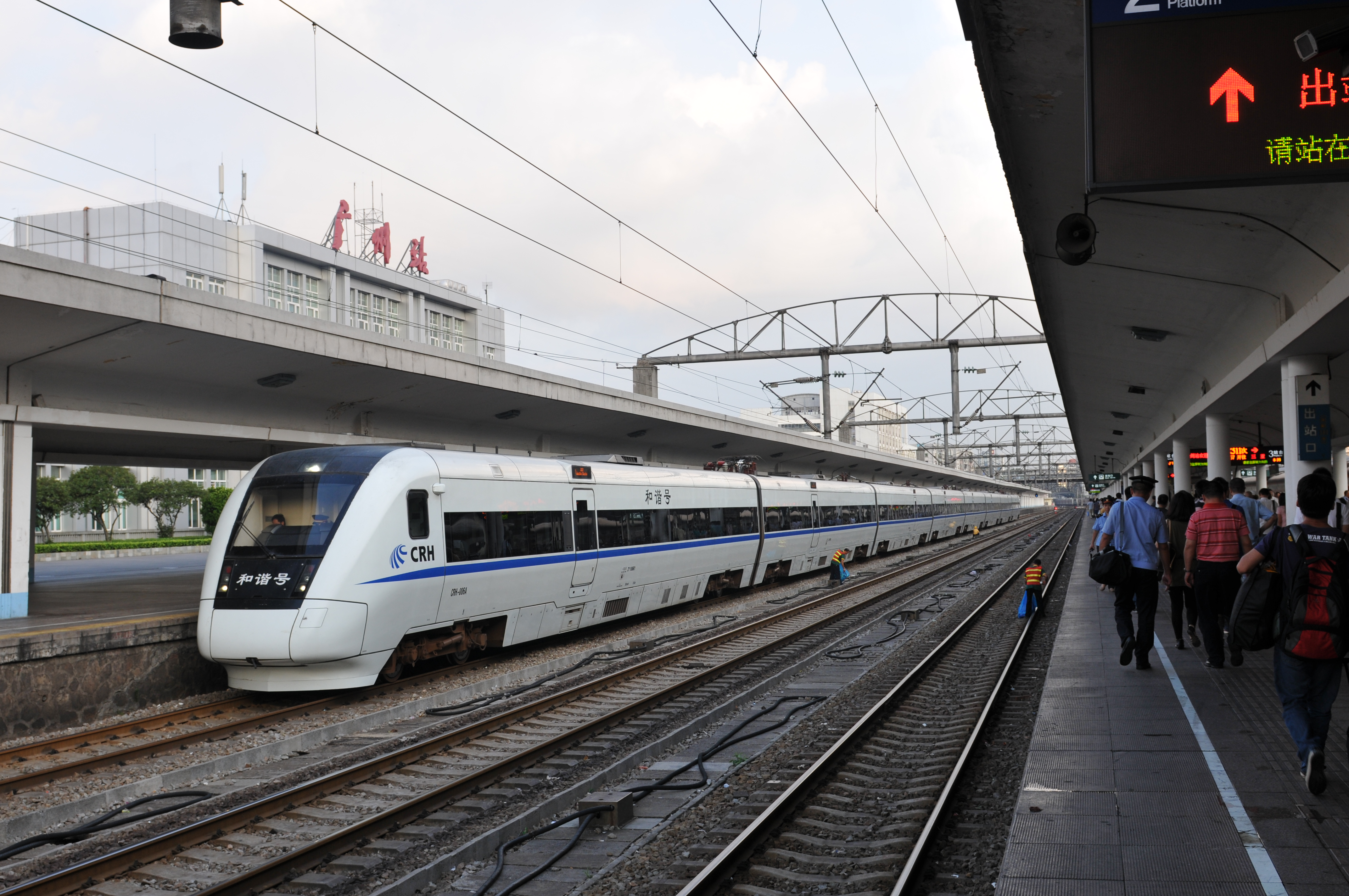
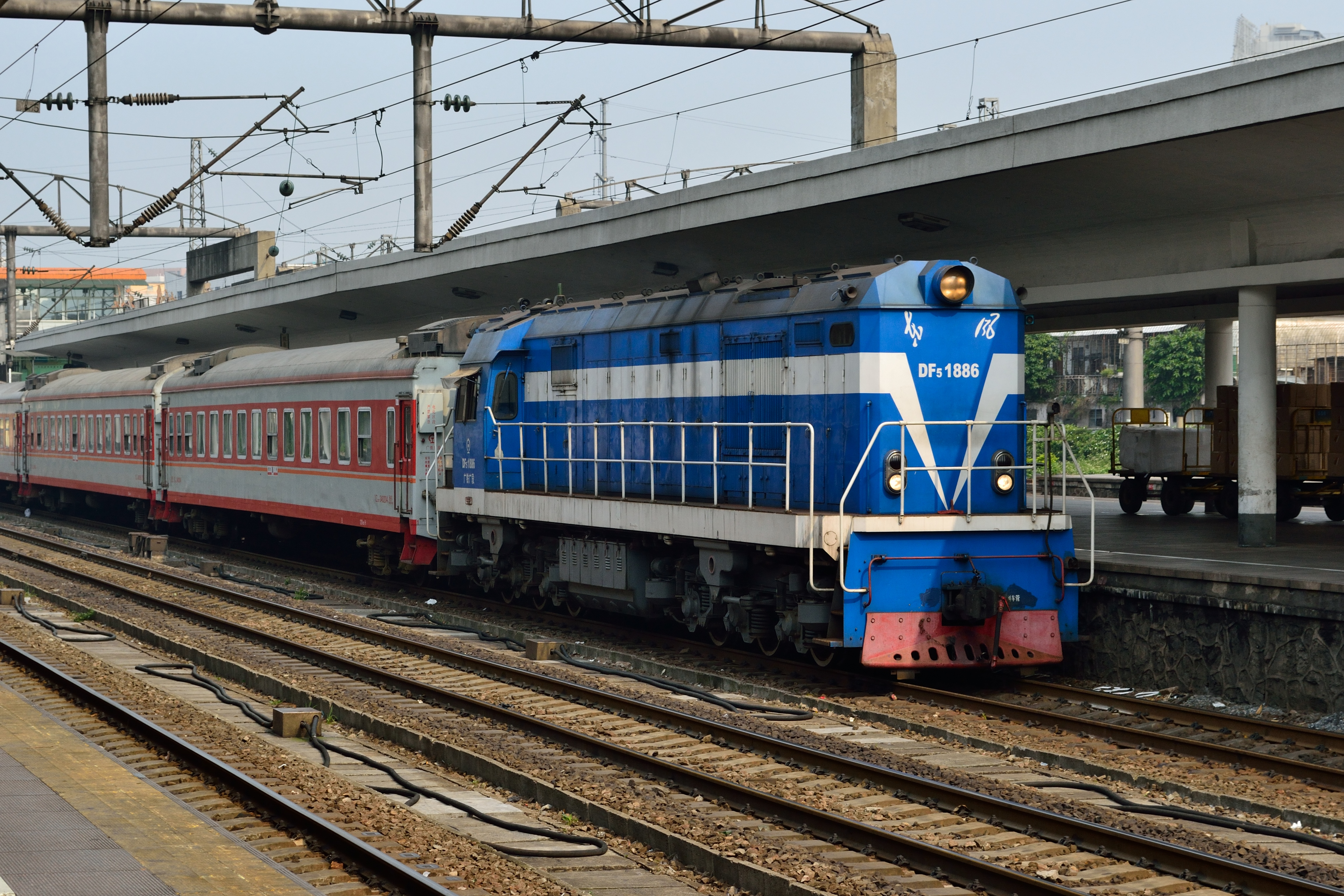
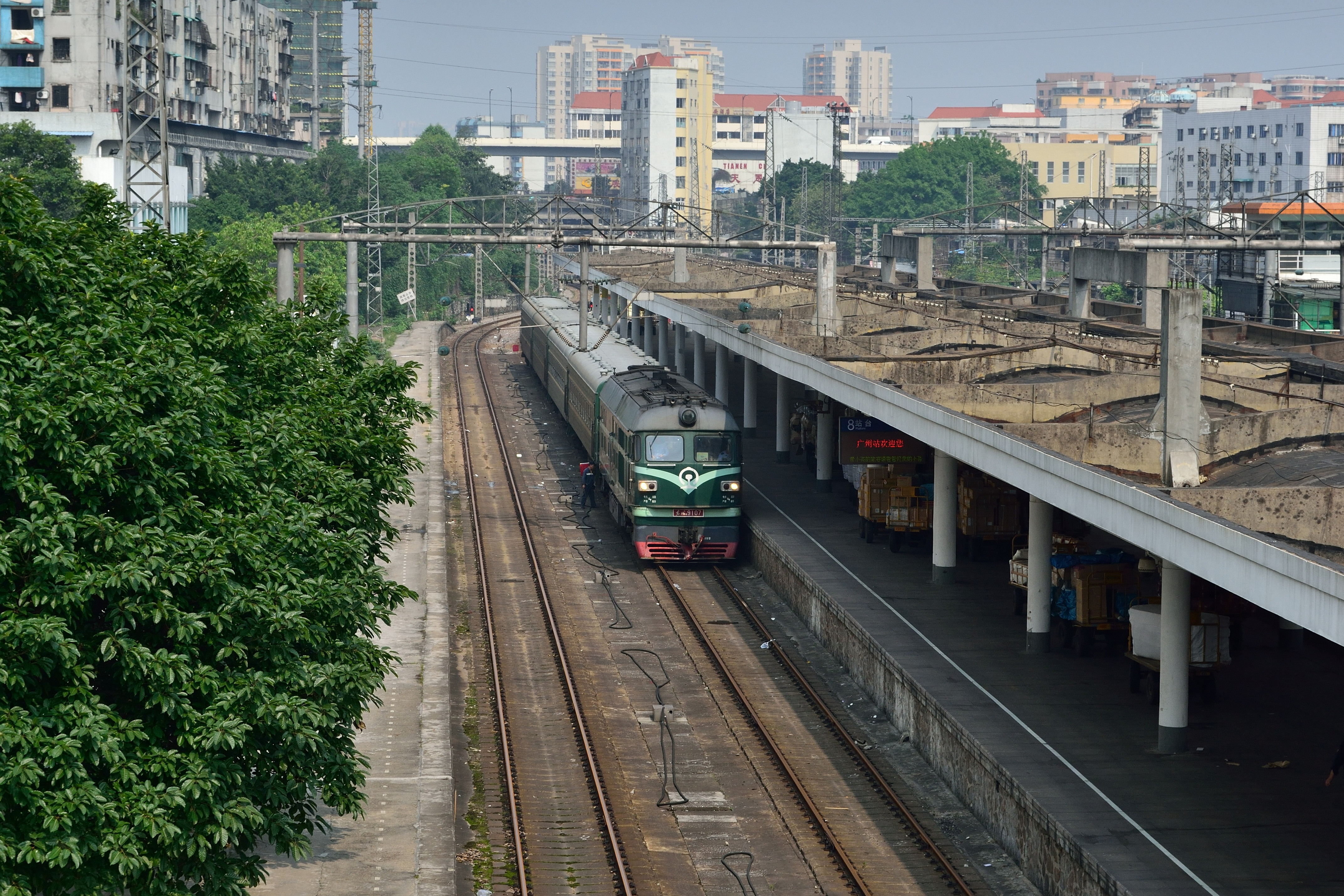
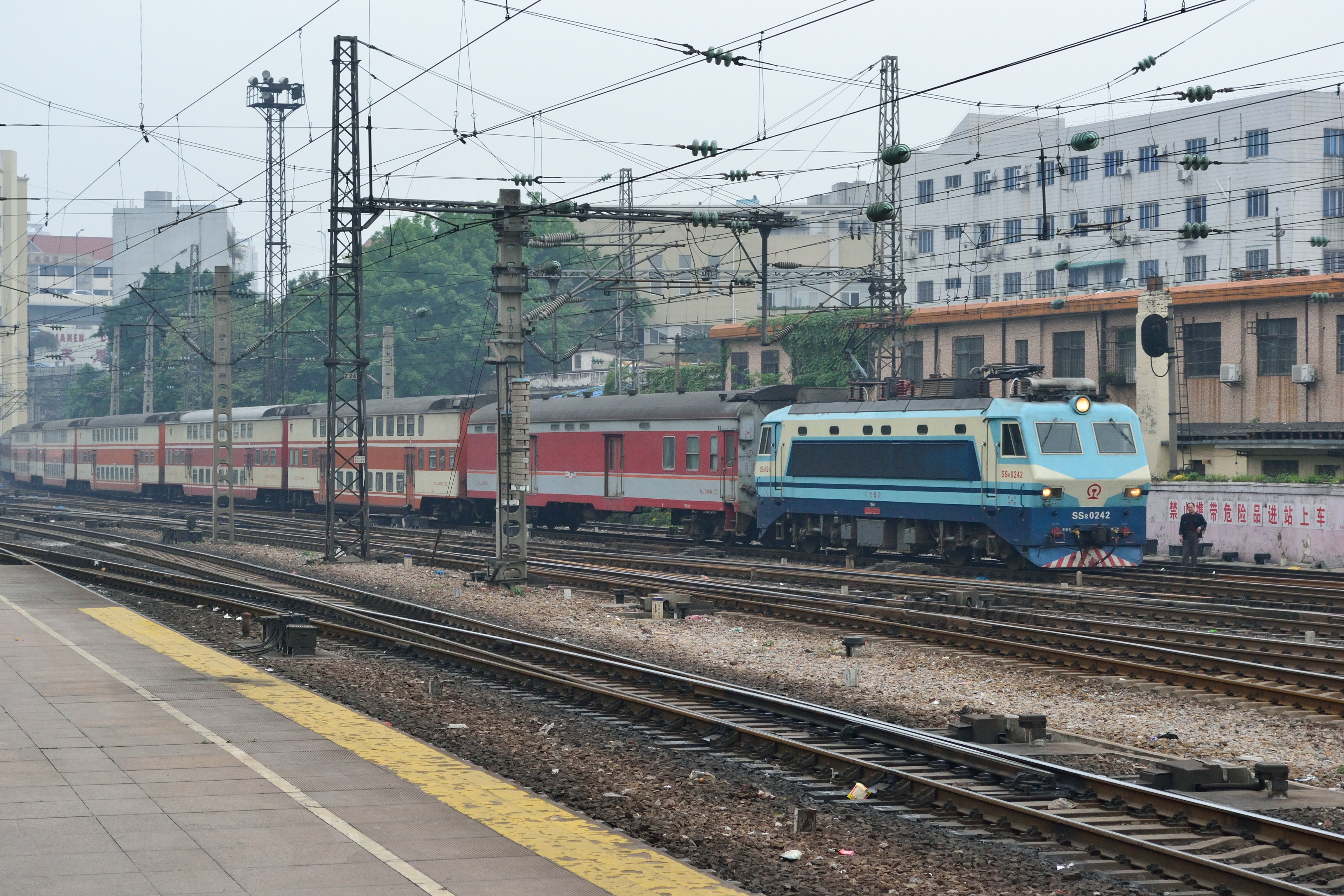
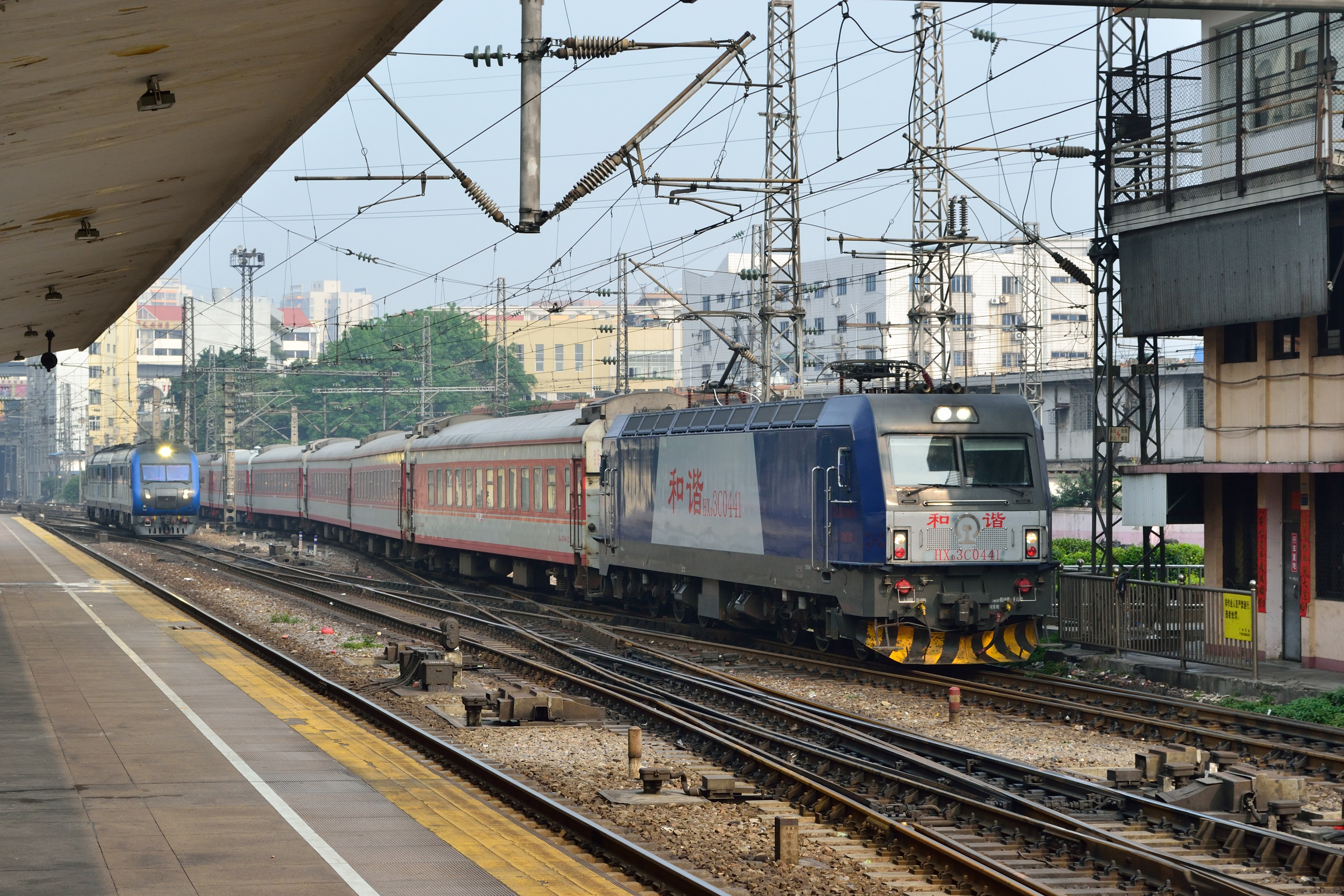